# Tu-156 (samolot wczesnego ostrzegania)
Tu-156 – niezrealizowany projekt radzieckiego samolotu wczesnego ostrzegania i dozoru przestrzeni powietrznej konstrukcji Biura Projektowego Tupolewa. Oznaczenie Tu-156 nosiła też inna eksperymentalna wersja Tu-154.

## Historia
W latach 60. XX w. lotnictwo uderzeniowe Związku Radzieckiego zaczęło zmieniać swoją taktykę działania. Zaczęto szkolić pilotów do wypełniania zadań w lotach na niewielkiej wysokości. W takiej sytuacji dotychczasowy system wczesnego wykrywania montowany na samolotach Tu-126 zaczął tracić swoją efektywność (w praktyce kompleks wykrywania celów „Liana” zamontowany na Tu-126 nie był zdolny do wykrycia celu poruszającego się na tle ziemi). W 1965 r. w Instytucie Naukowo-Badawczym Urządzeń Pomiarowych w Moskwie rozpoczęto prace nad nowym systemem wykrywania celów nisko lecących na tle ziemi. Cztery lata później, w 1969 r. rozpoczęto prace nad podobnym systemem oznaczonym jako „Szmiel”, ale przeznaczonym do instalacji na pokładzie samolotu. Równolegle z pracami nad wyposażeniem radiolokacyjnym prowadzono prace nad nowym nosicielem budowanych systemów. Początkowo planowano instalację nowego urządzenia na sprawdzonym samolocie Tu-126. Jednak fabryka odpowiedzialna za ich produkcję zaprzestała ich budowy (samoloty Tu-126 i ich cywilnych protoplastów Tu-114 na liniach montażowych zastąpiły Tu-154 i Tu-142). Innym kandydatem był wspomniany Tu-154, jednak po zainstalowaniu systemu wczesnego ostrzegania jego zasięg spadłby poniżej 6500 km, co było wartością niesatysfakcjonującą wojskowych. W takiej sytuacji Biuro Tupolewa przedstawiło projekt całkowicie nowego samolotu, oznaczonego wstępnie jako Tu-156. Układem konstrukcyjnym nowa maszyna przypominała pasażerskiego Boeinga 707 (wykorzystanego przez Amerykanów do budowy samolotu Boeing E-3 Sentry). Tu-156 miał być napędzany czterema silnikami turboodrzutowymi Sołowiow D-30KP umieszczonymi na pylonach pod skrzydłami (po dwa na płat). Dysk z anteną radiolokacyjną umieszczono na dwóch wspornikach nad kadłubem samolotu. Z tyłu maszyny planowano umieścić wieżyczkę strzelecką ze zdalnie sterowanymi działkami. Tu-156 podzielił losy pozostałych projektów. Nowy samolot wymagał zbyt dużo czasu i pieniędzy. Sięgnięto po zdecydowanie tańsze rozwiązanie, budując nowy samolot wczesnego ostrzegania w oparciu o konstrukcję Ił-76, noszący oznaczenie Berijew A-50.

## Konstrukcja
Tu-156 miał być czterosilnikowym, wolnonośnym, całkowicie metalowym dolnopłatem. Hermetyzowany kadłub o półskorupowej konstrukcji. Skośne skrzydła z silnikami zawieszonymi na pylonach. Usterzenie klasyczne. Podwozie czteropodporowe z przednim podparciem. Przedni zespół dwukołowego wózka chował się do wnęki w kadłubie. Podwozie główne składało się z dwóch wózków chowanych do wnęk w silnikach znajdujących się najbliżej kadłuba po obu jego stronach oraz wózka centralnego umieszczonego pod kadłubem chowanego do jego wnęki. Środkowe podparcie miało zapewnić całej konstrukcji, obciążonej systemami radiolokacyjnymi i anteną zainstalowaną na kadłubie, odpowiednią sztywność i wytrzymałość podczas startu i lądowania.